# Wioleta Janaczek
Wioleta Janaczek (ur. 25 lutego 1982 roku w Szczecinie) – polska piłkarka ręczna, grająca na pozycji środkowej rozgrywającej. Zawodniczka Startu Elbląg.

## Kariera Sportowa
Jest wychowanką Łącznościowca Szczecin. Obecnie zawodniczka Startu Elbląg.
Kluby: 
- Łącznościowiec Szczecin

- SMS Gliwice

- AZS AWF Katowice

- AZS AWF Gdańsk

- KU AZS Politechnika Koszalin

- Start Elbląg